# Barre Duchaussee
Barre Duchaussee ist ein Ort im Quarter (Distrikt) Castries im Westen des Inselstaates St. Lucia in der Karibik.

## Geographie
Der Ort liegt im Süden des Quarters, abgelegen in einem Seitental des Cul de Sac. Es ist durch Verbindungsstraßen mit Ferrand (O), La Croix Maingot (N), Coolietown (W) und Belair im Süden verbunden.
Der Mount Terr Fallée schirmt den Ort zur Westküste und nach Süden ab.

## Klima
Nach dem Köppen-Geiger-System zeichnet sich Barre Duchaussee durch ein tropisches Klima mit der Kurzbezeichnung Af aus.